# Mery Sales
Mery Sales (València, 1970), és una artista valenciana Pintora des de 1994 fins avui. En paral·lel, beca Erasmus en la Facultat de Belles Arts d'Atenes, llicenciada i doctora per la Facultat de San Carles de la Universitat Politècnica de València. Ha estat professora en el Departament de Pintura de la mateixa Facultat.